# Спеціальна штурмова група
SAT (абр. від англ. Special Assault Team, яп. 特殊急襲部隊 (Tokushu Kyūshū Butai), укр. Спеціальна штурмова група) — спеціальні підрозділи, що створені при всіх відділах громадської безпеки поліції префектур (яп. 都道府県警察, todōfuken-keisatsu) та контролюються Національним поліцейським агентством Японії. Основними завданнями підрозділу є затримання особливо небезпечниз злочинців, що можуть чинити збройний опір, затримання членів злочинних організацій та озброєних банд, звільнення заручників, участь в антитерористичних операціях, що проводяться Підрозділами по бородьбі з тероризмом (яп. NBCテロ対応専門部隊, NBC tero taiō senmon butai). За потреби підрозділи SAT надають силову підтримку Спеціальним слідчим групам SIT (яп. 特殊事件捜査係, Tokushu Jiken Sousa Kakari) при затриманні підозрюваних фігурантів слідства, що можуть чинити збройний опір.
Міжнародна назва підрозділів SAT утворена від назви підрозділу англійською «Special Assault Team» і використовується за межами країни (наприклад для іноземних ЗМІ). Всередині Японії ці спецпідрозділи носять назву яп. 特殊部隊 (Tokushu Butai), що буквально перекладається Сили спеціального призначення і означає Загін спецпризначення, або Спеціальний підрозділ. Повна назва кожного окремого підрозділу включає в себе назву поліції префектури до якої вони належать, наприклад Спецпідрозділ Департаменту столичної поліції Токіо (яп. 警視庁特殊部隊, Keishicho Tokushu Butai).

## Історія

### Передумови виникнення
21 лютого 1968 року японець корейського походження Квон Хіро захопив 18 заручників в готелі «Фудзімія», що знаходився в містечку Хонкаване. Після 88 годин облоги і перемовин Квон був розброєний і заарештований поліціянтами переодягненими під репортерів. У відповідь на цей випадок Національне поліцейське агентство створило підрозділи снайперів Спеціальний стрілецький загін (яп. 特殊銃隊, Tokushu Jūtai) та Мобільні групи швидкого реагування (яп. 機動隊, Kidō-tai). Останні були укомплектовані оперативниками, що спеціально тренувалися для проведення надскладних операцій зі звільнення заручників, штурму будівель та затримання злочинців, які чинять, або можуть чинити збройний опір. Для виконання своїх завдань бійці були забезпечені спеціальним екіпіруванням з бронею, яке гарантувало захист від куль та осколково-уламкових поранень від вибуху, найкращою стрілецькою зброєю та відповідним спецобладнанням.
Після викрадення палестинськими терористами літака Lufthansa рейсу 181, що стався в жовтні 1977 року,  Національне поліцейське агентство  наказало Департаменту столичної поліції Токіо та поліції префектури Осаки сформувати підрозділи для антитерористичних операцій. Вже 1 листопада того ж року в Токіо було створено Спеціальну роту (яп. 特科中隊, Tokka-chūtai) у складі 6-ї Мобільної групи швидкого реагування та Роту «Нуль» (яп. 零中隊, Rei-chūtai) у складі 2-ї Мобільної групи швидкого реагування префектури Осаки.
Під час створення спецрот кожна Мобільна групи швидкого реагування столичного поліцейського управління мав по шість рот (чотири основні та дві роти спеціального призначення). Тому новостворена Спеціальна рота стала сьомою ротою і отримав прізвисько «Рота шість-сім». Крім того, літом 1982 року Генеральний інспектор столичної поліції Токіо офіційно перейменував Спеціальну роту столичного поліцейського управління на SAP (абр. від англ. Special Armed Police, укр. Спеціальна озброєна поліція) та вручив їм бойовий прапор з літерою «S». Однак після цього сам підрозділ став таємним, а його назву було видалено зі списку особового складу 6-ї Мобільної групи швидкого реагування.

### Реформа спецрот та створення SAT
Лише в 1995 році вперше на загал стало відомо про існування спепідрозділу SAP після їх успішної операції по звільненню заручників в захопленому терористами літака All Nippon Airways рейсу 857.
1 квітня 1996 року Національне поліцейське агентство реорганізувало Роту «Нуль» 2-ї Мобільної групи швидкого реагування префектури Осаки по принципу столичного підрозділу, а також додатково створило подібні спецроти в поліцейських управліннях прифектур Хоккайдо, Тіба, Канагава, Айті та Фукуока. 8 травня тогож року було офіційно представлено нові спецпідрозділи широкому загалу вже з їх новою назвою SAT (Special Assault Team), після чого у Національному поліцейському агентстві відбулася урочиста церемонія, на якій Головний комісар Національного поліцейського агентства Комацу Такао вручив бойові прапори всім Спеціальним штурмовим групам.
В 2000 році підрозділи SAT були виведені зі складу Мобільних груп швидкого реагування та підпорядковано Відділам охорони Департаментів громадської безпеки управлінь поліції всіх префектур Японії.
6 вересня 2005 року SAT було створено в поліцейському управлінні префектури Окінава, а також було збільшено чисельність особового складу підрозділів в інших префектурах.

## Організація діяльності
Національне поліцейське агентство визначає підрозділи SAT, Мобільні групи швидкого реагування та Підрозділи по бородьбі з тероризмом, як спеціальні сили (яп. 特殊部隊,Tokushu Butai) поліції і всі вони можуть залучаться до антитерористичних операцій.
Хоча підрозділи SAT утворені в управліннях поліції префектур всі вони знаходяться під оперативним управлінням 2-го відділу Департаменту охорони громадської безпеки Національного поліцейського агентства.
У момент створення підрозділ SAT столичного управління поліції нараховував 51 особу: 1 інспектор, 2 старших сержанти, 6 сержантів, 12 офіцерів та 30 рядових поліцейських. Загалом було стіорено 11 підрозділів 
SAT: 3 у столичному поліцейському департаменті, 2 у префектурній поліції Осаки та по одному в інших префектурах із загальною кількістю 300 осіб.
Підрозділи SAT діляться на взводи по 20 осіб і мають наступну структуру:
- Командир (зазвичай старші лейтенанти або лейтенанти поліції)
- Взвод планування операцій
- Взвод придушення (штурмовий)
- Взвод снайперської підтримки
- Взвод технічної підтримки
- Взвод РХБ захисту
- Взвод кінологів
- Взвод медичної допомоги

## Відбір і підготовка бійців підрозділу
Набір нових бійців SAT здійснюється переважно з інших спецпідрозділів поліції яп. 特殊部隊 (Tokushu Butai), або осіб які пройшли службу в Силах самооборони Японії (яп. 自衛隊, じえいたい, Jieitai). Кандидатів ретельно відбирають серед рейнджерів, рятувальників, снайперів і майстрів бойових мистецтв. Усі кандидати проходять обов'язкову медичну перевірку на відсутність хвороб, що можуть перешкоджати службі в підрозділі. Після медперевірки кандидати здають психологічні тести та проходять випробування на фізичну витривалість, що включають спаринг, стрільбу в тирі, вправи з холодною зброєю.
У префектурах де знаходяться SAT розташовані навчальні заклади поліції та навчальні полігони для відпрацювання стрільб і тактик штурму. Окрім японських навчальних академій бійці SAT проводять спільні навчання з солдатами Силах самооборони Японії та іноземними партнерами. Обмін досвідом відбувається з британськими SAS, німецькими GSG 9, французькими GIGN, американськими SWAT та іншими спецпідрозділами такого типу іноземних партнерів.

## В масовій культурі
В 1989 році вийшла культова манга Броньована мобільна група швидкого реагування (яп. 攻殻機動隊,Koukaku Kidou Tai), яку в США, а згодом і в усьому світі, для привернення більшої уваги назвали Привид в обладунках (англ. Ghost in the Shell). В 1995 році манга отримала аніме адаптацію, а в 2017 році вийшов одноіменний фільм зі Скарлетт Йоганссон в головній ролі.
В багатокористувацькій грі Rainbow Six Siege серед оперативників є двоє членів SAT поліції префектури Айті — це оперативники Хібана та Ехо.
Окрім цього в Японії знімають значну кількість серіалів, фільмів та аніме, пишуть книжок та малюють манг присвячених яп. 特殊部隊 (Tokushu Butai), зокрема і бійцям SAT.